# Вооружённые силы Республики Конго
Вооруженные силы Республики Конго или Конголезские вооруженные силы (фр. Forces armées de la République du Congo, сокращённо FAC) — совокупность сухопутных войск (около 50 000 человек), военно-морских сил (около 5000 человек), военно-воздушных сил (около 8000 человек) и Республиканской гвардии, предназначенных для защиты населения, государственного строя и территориальной целостности Республики Конго. Также в состав вооружённых сил организационно входят: президентская охрана и жандармерия (около 3000 человек).

## История
Распад в 1958 году Французской Экваториальной Африки и вывод вооружённых сил Франции, начавшийся в августе 1960 года, послужили толчком для формирования Конголезских вооруженных сил (КВС). Офицеры были набраны из народности баконго, а высшее военное руководство представляли французские старшие офицеры. Первоначально КВС разделялись на корпус гражданской обороны Конго и ополченцев, набранных среди северных этнических групп страны, а также Военно-воздушные силы, почти полностью представленными французскими военнослужащими. КВС официально оформились 16 января 1961 года.
В 1963 году в результате августовской революции к власти в стране пришёл Альфонс Массамба-Деба, который изгнал всех французских военнослужащих и советников и свёл в единую структуру ополчение, корпус гражданской обороны и Военно-воздушные силы. Массамба-Деба взял курс на сотрудничество, прежде всего, с маоистским Китаем, и в меньшей степени с Кубой и СССР, дипломатические отношения с США были разорваны. Также он ввёл в столицу страны Браззавиль кубинский военный контингент. Начавшиеся с середины 1960-х годов репрессии привели к формированию оппозиции, в том числе в рядах вооружённых сил. Командир парашютно-десантного батальона капитан Мариан Нгуаби в июне—июле 1966 года со своими десантниками предпринял попытку свергнуть президента, хоть кубинские военные подавили это восстание, протесты продолжились. И в результате этого 4 сентября 1968 Альфонс Массамба-Деба сложил с себя все властные полномочия. Новым лидером страны 31 декабря 1968 года стал Мариан Нгуаби. Новый военно-политический курс был направлен, прежде всего, на сотрудничество с СССР.
В 1970 году Нгуаби была провозглашена Народная Республика Конго и КВС была снова реорганизована и стала носить название Народная армия Конго. Новый офицерский корпус составили представители народности мбоши. На вооружение принималась техника, произведённая в Советском союзе и Китае. В течение 1970-х годов социально-экономическое положение в стране постоянно осложнялось. Государственный монополизм привёл к хозяйственному застою и финансовому кризису, армия также оказалась не в лучшем положении. А проведённый в стране ряд политических чисток, затронувший и вооружённые силы, привёл к подрыву их эффективности. 18 марта 1977 года президент Нгуаби, направлявшийся в Генштаб был убит несколькими выстрелами в голову бойцами конголезского спецназа во главе с капитаном Бартелеми Кикадиди. 3 апреля 1977 Жоаким Йомби-Опанго был объявлен президентом. Его правление характеризовалось ужесточением режима и введения постоянно действующего комендантского часа. В январе 1978 года Йомби-Опанго присвоил себе звание бригадного генерала, что произошло впервые в конголезской армии. Также он восстановил дипломатические отношения с США и наладил с Францией. 5 февраля 1979 года на экстренно созванном заседании ЦК КПТ под нажимом Дени Сассу-Нгессо президент был вынужден сложить с себя президентские полномочия. 8 февраля президентом НРК был объявлен Сассу-Нгессо. С его приходом ситуация в армии стабилизировалась. Он подтвердил неизменность марксистско-ленинского курса и приверженность заветам Нгуаби. В 1981 году был заключён договор о дружбе и сотрудничестве с Советским Союзом. В декабре 1989 года был анонсирован переход к рыночной экономики и проведена частичная амнистия политзаключённых. В начале 1991 года марксизм-ленинизм, как государственная идеология была отменена, провозглашена Республика Конго. На президентских выборах 1992 года Сассу-Нгессо проиграл оппоненту Паскалю Лиссубе. Устроенные реформы Лиссубы отразились в серьёзном политическом, экономическом и военном кризисе, переросшем в гражданскую войну 1997 года.

### Гражданская война в Республике Конго

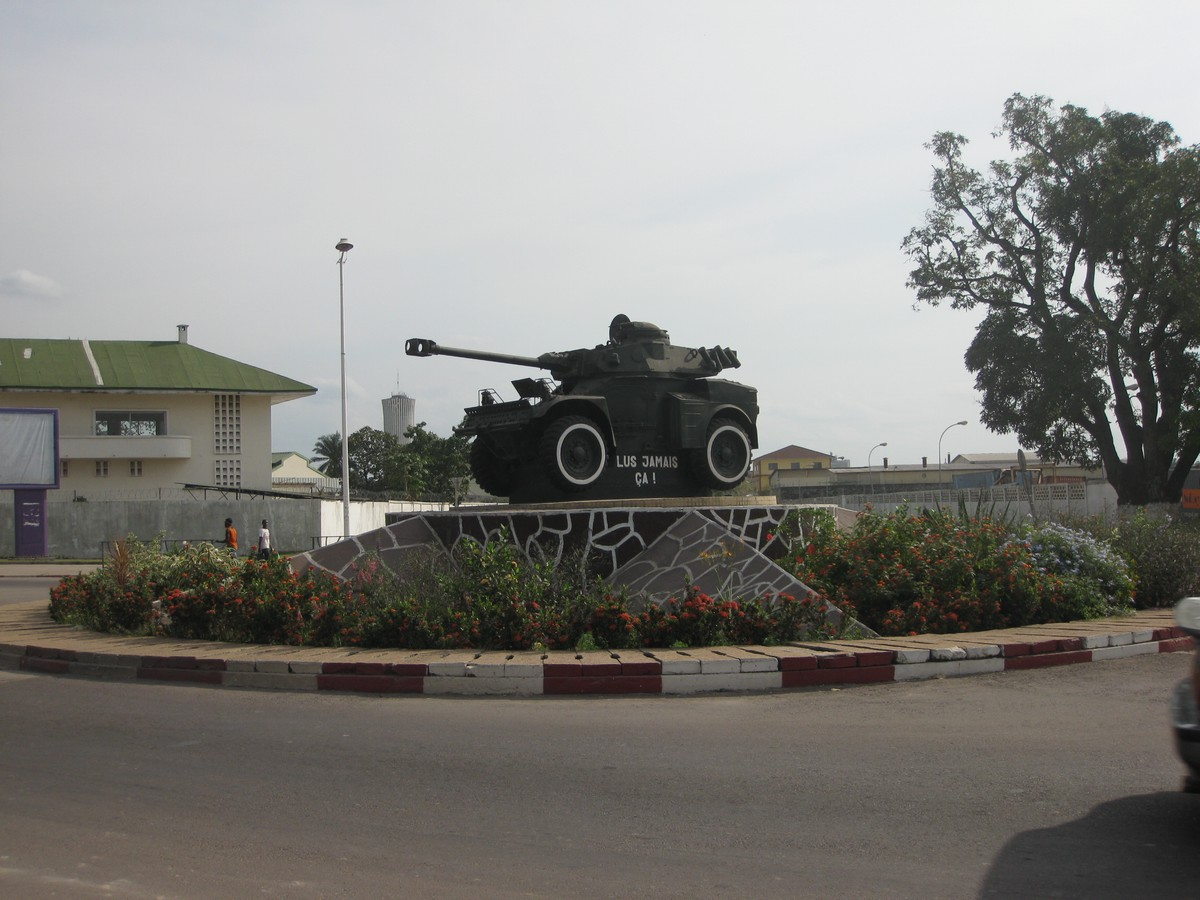
Бронеавтомобиль Eland Mk7 с 90-мм пушкой, установленный в Браззавиле на Площади «5 июня». Надпись на основании гласит: «Никогда больше» (plus jamais ça).

В 1993—1994 годах политические партии страны стали формировать собственные отряды ополченцев, набранные, в основном, из молодёжи. Также прошло формирование сил из бывших военных и добровольцев поддерживающих бывшего президента (1979—1992), полковника Дени Сассу-Нгессо. Также в 1990-х годах в вооружённых силах прошло массовое дезертирство военнослужащих, которые вливались в региональные ополчения. Противостояние между бывшим президентом и действующим президентом Паскалем Лиссубой вылилось в гражданскую войну 1997—1999 годов, которая началась 5 июня с окружения резиденции Сассу-Нгессо в Браззавиле правительственными войсками. В этот же день Сассу-Нгессо отдал приказ верным ему частям ополчения выступить против правительственных войск. Армия также раскололась: этнические выходцы с севера страны поддержали Сассу-Нгессо, а южане — Лиссубу. Именно этническая принадлежность стала одним из главных критериев определения той или иной стороны. Противостояние шло около 4 месяцев. В начале октября этого же года ангольское правительство, поддержавшее Сассу-Нгессо, ввело свои войска на территорию страны. 14 октября президент Лиссуба был вынужден бежать из столицы. В течение двух дней Сассу-Нгессо взял под контроль столицу. После падения второго по величине города страны Пуэнт-Нуар армейские формирования лояльные Лиссубе сложили оружие. Вслед за этим Сассу-Нгессо объявил себя президентом и назначил новое правительство. После войны вооружённые силы были реформированы в третий раз. В обновлённую армию вошли бывшие повстанцы и бойцы боевых формирований.

## Современное состояние
Верховным главнокомандующим вооруженных сил (КВС) является президент Республики Конго Дени Сассу-Нгессо. В настоящее время КВС и другие государственные военизированные структуры возглавляет начальник Генерального штаба Вооруженных сил Республики Конго, который назначается президентом страны. С 2012 года должность начальника Генерального штаба занимает генерал-майор Гай Бланшар Окой (Guy Blanchard Okoï). Также с 2012 года отсутствует призыв на военную службу и армия перешла на профессиональную основу. С середины 2010 годов проводятся учения совместно с военными структурами США, Европы и Китая.
23 мая 2019 года был подписан контракт между правительствами РК и РФ о направлении специалистов из РФ для обучения конголезских военных эксплуатации, обслуживанию и ремонту техники производства СССР и России, которая имеется на вооружении — бронетехники, артиллерийских установок, вертолётов и прочего. В 2020 году воинские части, располагающиеся в военных зонах № 1 (Пуэнт-Нуар), № 3 (Гамбома) и № 7 (Западный Кювет), начали хозяйственную деятельность по обустройству ферм, свинарников, пекарней, банановых плантаций и агро-полей, что поможет как личному составу, так и голодающим в зонах своей ответственности.

## Командование
Министры национальной обороны Республики Конго:
- 2002—2005 Пьер Оба
- 2005—2009 Жак Ивон Ндолоу
- 2009—2012 Чарльз Захари Боуао
- 2012—н.в. Шарль Ришар Монджо

Начальники Генерального штаба Вооруженных сил Республики Конго:
- 1968—1969 Луи Сильвэн-Гома
- 1969—1973 Жоаким Йомби-Опанго
- 1973—1974 Виктор Тсика Кабала
- 1974—1975 Луи Сильвэн-Гома
- 1987—1993 Жан-Мари Мишель Мококо (фр. Jean-Marie Michel Mokoko)
- 1999—2002 Жак Ивон Ндолоу
- 2002—2012 Шарль Ришар Монджо
- 2012—н.в. Бланшар Ги Окой[14]

## Структура
- Сухопутные войска
  - 40-я пехотная бригада
    - 1-й пехотный полк
      - 1-й моторизированный пехотный батальон
      - 401-й пехотный батальон

    - 2-й пехотный полк
      - 2-й моторизированный пехотный батальон

    - 3-й пехотный полк
    - 404-й батальон быстрого реагирования

  - Артиллерийский дивизион
  - Дивизион президента в армии
    - Батальон охраны Президента
- Военно-морские силы
- Военно-воздушные силы
  - Истребительная эскадрилья
  - Военно-транспортная эскадрилья
  - Президентский авиаотряд
  - Парашютно-десантный батальон
    - 1-я рота
    - 2-я рота
- Национальная гвардия
- Военные училища
- Медицинская служба

### Базирование
- Пуэнт-Нуар (военная зона № 1а)
- Пуэнт-Нуар (военная зона № 1б)
- Лубомо (военная зона № 2)[15]
- Гамбома (военная зона № 3)
- Уэссо (военная зона № 5)
- Западный Кювет (военная зона № 7)
- Браззавиль (военная зона № 9)[14]

### Военный бюджет
Бюджет включает в себя все расходы на вооруженные силы и составляет: все денежные выплаты военному и гражданскому персоналу, в том числе пенсии военнослужащих и социальные выплаты; затраты на эксплуатацию, ремонт и техническое обслуживание техники; закупку новой техники; военную помощь другим странам; проведение учений и сборов; осуществление военных операций; военные исследования.
На 1993 год военный бюджет оценивался в 3,1 % от ВВП страны и составлял 110 миллионов долларов США. В 2015 году общий военный бюджет составил 135,3 миллионов долларов США.
Расходы на оборону в % к ВВП (показатель 1) и расходы на оборону в % к остальным государственным расходам (показатель 2):
| Год         | 2004          | 2005          | 2006          | 2007          | 2008          | 2010         |
| Показатель1 | 2,7           | 1,7 ▼38,00 %  | 1,6 ▼1,25 %   | 2,3 ▲38,08 %  | 2,0 ▼9,70 %   | 1,8 ▼12,89 % |
| Показатель2 | 10,0          | 6,9 ▼31,42 %  | 5,9 ▼14,12 %  | 6,7 ▲13,77 %  | 7,4 ▲10,50 %  | 7,2 ▼2,41 %  |
|             |               |               |               |               |               |              |
| Год         | 2013          | 2014          | 2016          | 2017          | 2018          | 2019         |
| Показатель1 | 2,6 ▲ 47,21 % | 5,0 ▲ 91,28 % | 6,4 ▲ 27,48 % | 4,3 ▼ 32,45 % | 2,6 ▼ 40,42 % | 2,7 ▲ 3,64 % |
| Показатель2 | 4,8 ▼33,29 %  | 8,1 ▲68,24 %  | 11,8 ▲45,92 % | 11,9 ▲0,53 %  | 10,4 ▼12,26 % | н.д.         |

### Мобилизационные возможности
По оценке 2005 года мобилизационные возможности страны характеризовались 406 016 мужчин в возрасте 18—49 лет не имели ограничения к военной службе. По оценке 2010 года — 577 944 мужчины и 566 587 женщин в возрасте 18—49 лет не имели ограничения к военной службе.

## Сухопутные войска
На 2017 год сухопутные войска состояли из артиллерийского дивизиона, трёх пехотных и двух бронетанковых. Общая численность — около 12 000 человек. На вооружении имеются танки, некоторое количество бронетранспортёров разных модификаций и до 100 артиллерийских систем, в том числе самоходных.
На 2021 год общая численность сухопутных войск — 8000 человек. Насчитывает 2 механизированных батальона, 2 пехотные бригады с артиллерией, 1 пехотную бригаду без артиллерии, 1 артиллерийский дивизион залпового огня, 1 инженерную бригаду и 1 авиационное крыло армейской авиации.

### Командующие
Командующие сухопутными войсками Республики Конго:
- 1998—2003 Гилберт Мококи
- 2012—? Гилберт Бокемба

### Техника и вооружение
На вооружении стоят: танки Тип 59, Т-54, Т-55, Тип 62; бронированные БРДМ-1, БРДМ-2; бронетранспортеры различного типа; полевые, противотанковые и гаубичные артиллерийские системы; установки залпового огня БМ-21, БМ-14, БМ-16, артиллерийские средства ПВО.
В качестве стрелкового вооружения, в основном, используются: крупнокалиберные пулемёты ДШК, пулемёты Калашникова, автоматы АКМ, пистолеты Walther PP, так же широко распространены противотанковые гранатомёты РПГ-7.

### Униформа
В армии Республики Конго введена униформа французского образца, но вместо форменного кепи носятся фуражки для офицерского состава и береты для личного состава. Береты отличаются цветом в зависимости от формирования. Например, в жандармерии цвет берета бежевый.
С начала 1960-х годов эмблемой конголезской армии стало изображение льва, обрамлённое венком. Она закреплялась на фуражках и беретах. С 1970 года, с провозглашения Народной Республики Конго, армейская символика была изменена — на новой эмблеме изображалась голова льва на фоне красной звезды, обрамленной венком зеленого цвета. Она закреплялась на фуражках, беретах, погонах и в петлицах. В конце 1990-х годов была возвращена символика 1960-х годов, но с тем изменением, что в сухопутных войсках лев изображается на фоне меча, в ВМС на фоне якоря, в ВВС на фоне крыльев. Служащие жандармерии носят эмблемы и знаки различия сухопутных войск.

### Инциденты
5 февраля 2012 года на одном из складов боеприпасов бронетанкового полка, расположенного в пятом районе Браззавиля, Квинзи произошли взрывы. В казармах на территории склада погибло, по меньшей мере, 206 человек. После происшествия правительство пообещало перенести все пять складов боеприпасов за территорию столицы.
В ночь с 11 на 12 апреля 2020 года в международном аэропорту Пуэнт-Нуар был обстрелян из автоматического оружия пассажирский самолёт авиакомпании Air France  (рег. F-GZCK), который прибыл для вывоза граждан Франции из-за угрозы коронавируса. В момент обстрела самолёт был пуст и находился на стоянке. Известно, что в самолёт попали 2 выстрела во время ссоры между дежурным офицером Генерального управления по охране территории, находившегося в состоянии алкогольного опьянения, и его начальником.

## Военно-морские силы

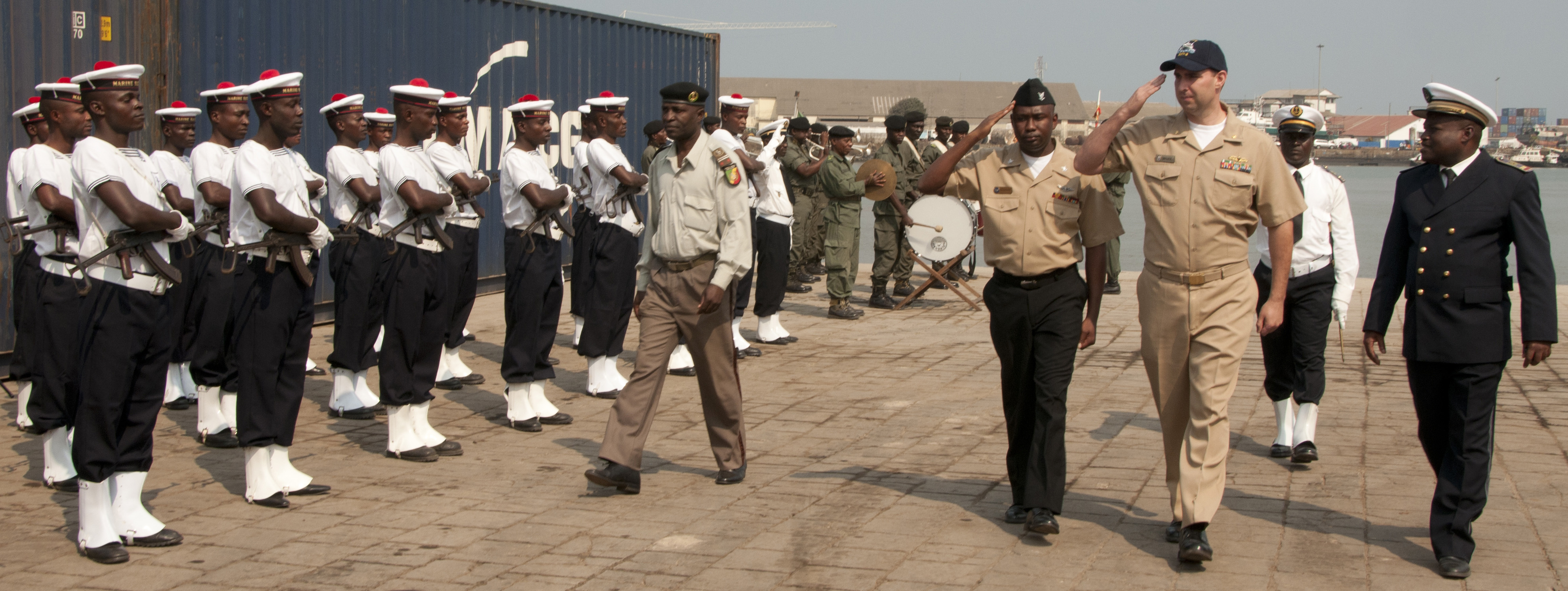

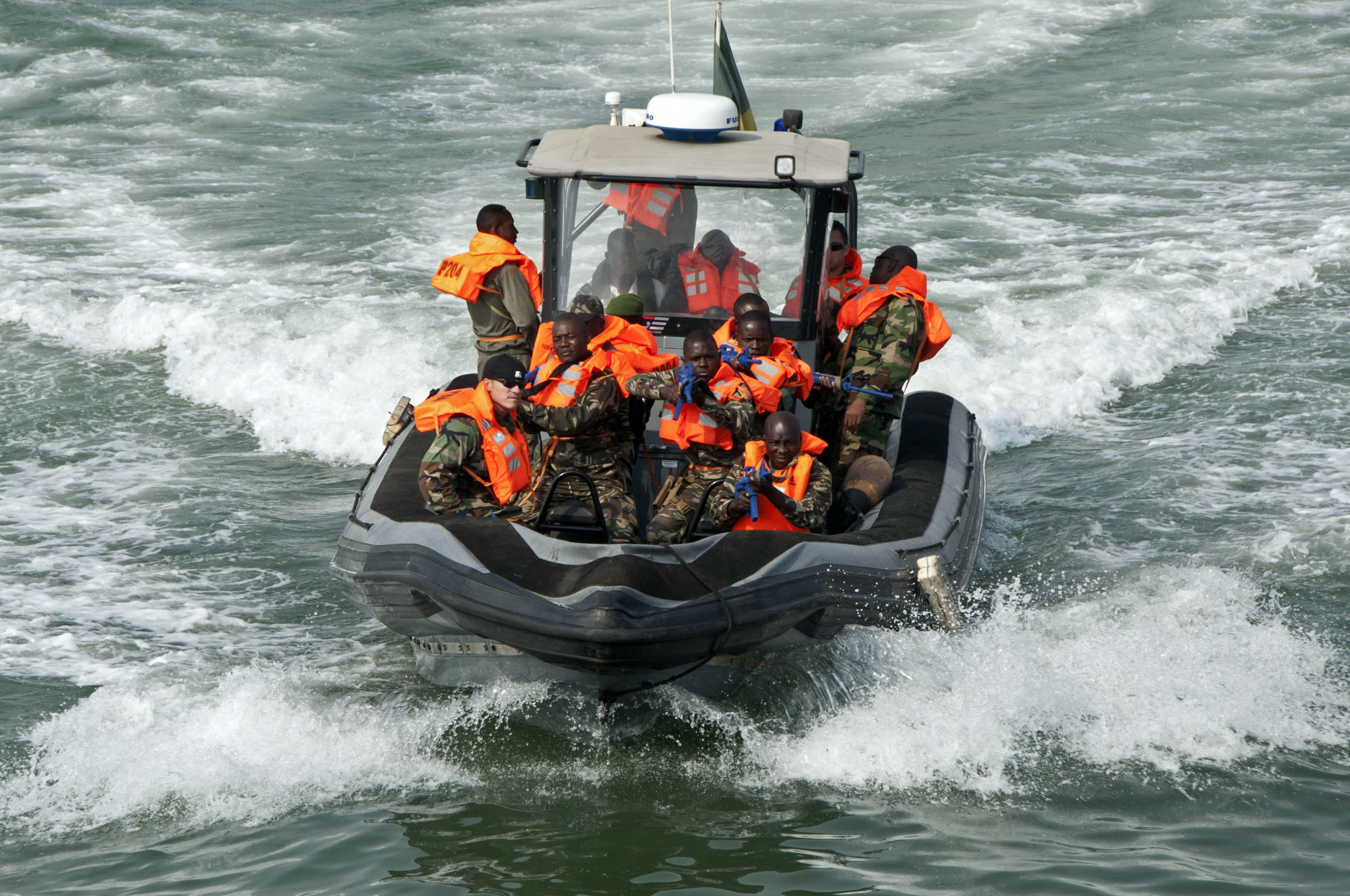
Конголезские моряки с инструктором ВМС США проводят тренировку абордажной группы

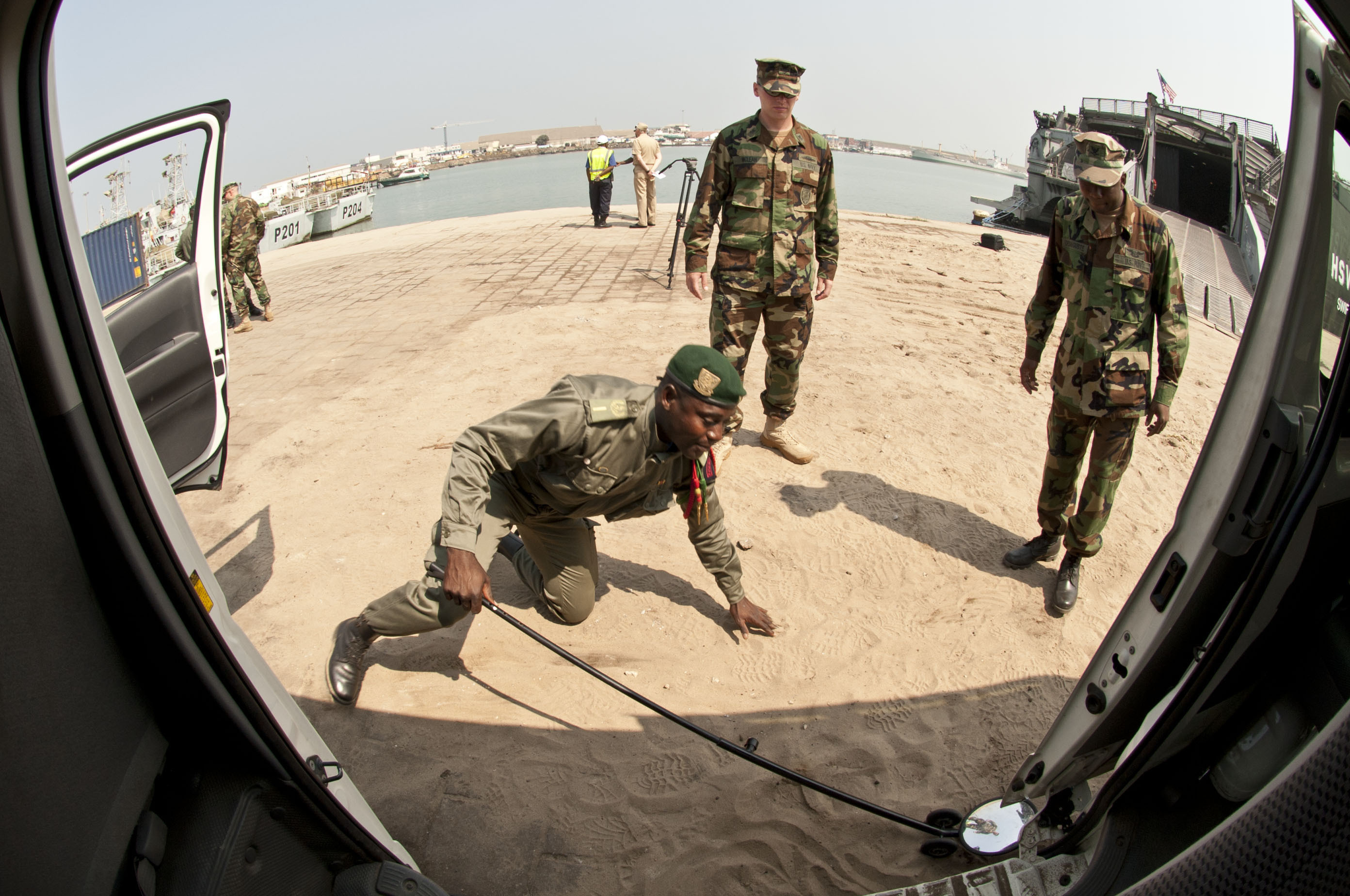
Практический осмотр машины под наблюдением инструкторов ВМС США. На втором плане видны корабли ВМС РК P201 и P204

Общая численность персонала — около 800 человек. Главная военная-морская база расположена в городе Пуэнт-Нуар. По состоянию на 2020 год на вооружении Военно-морских сил Республики Конго стоят 4 пограничных катера, построенных в Китае по французскому проекту. Они получили названия в честь значимых дат в истории РК: 05 Février 1979 (P201), 31 Juillet 1968 (P202), 15 Août 1960 (P203), 10 Juin 1991 (P204). Также имеются высокоскоростные жестко-корпусные надувные лодки. С 2019 года ВМС используют один вертолёт типа Ми-14.
Ранее ВМС РК имели 3 советских торпедных катера пр.206. Они были переданы в 1979 году с демонтированными торпедными аппаратами, из вооружения на них оставили артиллерийские установки АК-230. В ВМС РК их использовали как патрульные и таможенные суда. Их вывели из эксплуатации в 1989 году. Затем в эксплуатации были 3 испанских сторожевых катера типа Pirana. На 2019 год их судьба не известна.
С середины 2000-х годов действует миссия, организованная ВМС США и ВМС ряда стран Европы, названная Africa Partnership Station, которая призвана повысить безопасность на море в Африке и укрепить морское партнерство между странами посредством совместных операций и обучения персонала.

### Командование
- 2002—2017 контр-адмирал Андре Буагнабеа-Мунданца (фр. André Bouagnabea-Moundanza)[27].
- 2017—н.в. капитан Рене Нганонго (фр. René Nganongo)[28]

## Военно-воздушные силы

Знак Конголезских ВВС

На 2021 год общая численность служащих в ВВС — 1200 человек. В составе две авиаэскадрильи - истребительная и транспортная. В отдельную структуру выделен правительственный авиаотряд. Авиабазы размещаются в двух городах: главная — находится в столице Браззавиль в международном аэропорту Майя Майя (Maya-Maya Airport), а вторая — в Пуэнт-Нуар в аэропорту имени Агостиньо Нето. В строю остаются три истребителя Dassault Mirage F1AZ, два Ан-32, один CASA CN-235-10M. Ранее использовались до двух ударно-транспортных вертолётов Ми-35П и до десяти многоцелевых вертолётов типа Ми-8 в различных модификациях, часть из которых была поставлена на хранение, а часть переда в состав республиканской гвардии и жандармерии.

### Базирование
- Браззавиль (международный аэропорт Майя Майя)
- Пуэнт-Нуар (аэропорт имени Агостиньо Нето)
- Макуа — дополнительный пункт, практически не задействован

### Техника и вооружение
| Фото                        | Тип                         | Описание                      | Количество | Примечания                                                          |
| Самолёты                    | Самолёты                    | Самолёты                      | Самолёты   | Самолёты                                                            |
| --------------------------- | --------------------------- | ----------------------------- | ---------- | ------------------------------------------------------------------- |
|                             | Dassault Mirage F1AZ        | Истребитель                   | 3          | всего 4 TN-362 TN-363 TN-364 TN-365                                 |
|                             | CASA CN-235-10M             | Транспортный самолёт          | 1          | TN-228 Поставлен в 2013 году из состава ВВС Ботсваны (бывший C009). |
|                             | Ан-32                       | Транспортный самолёт          | 2          | TN-224 TN-227                                                       |
|                             | Ан-24Б                      | Транспортный самолёт          | 1          | TN-220                                                              |
| Вертолёты                   |                             |                               |            |                                                                     |
|                             | Ми-35П                      | Ударно-транспортный вертолёт  | 0          | всего 2, оба на хранении                                            |
|                             | Ми-8МТ                      | Многоцелевой вертолёт         | 0          | 3 на хранении                                                       |
| Средства поражения          |                             |                               |            |                                                                     |
|                             | AA-2 Atoll                  | Ракета класса «воздух—воздух» | н/д        | По состоянию на 2019 год                                            |
| Правительственный авиаотряд |                             |                               |            |                                                                     |
|                             | Ил-76ТД                     | Транспортный самолёт          | 1          | TN-AFS                                                              |
|                             | Ми-171                      | Многоцелевой вертолёт         | 2          | TN-369 TN-370 Поставлены в 2013—2014 годах.                         |
|                             | Aérospatiale AS.365 Dauphin | Транспортный вертолёт         | 2          | TN-AES TN-AET                                                       |

## Республиканская гвардия
Конголезская Республиканская гвардия (в некоторых источниках Национальная жандармерия Республики Конго) является военизированным формированием, входящим в состав Вооружённых сил Республики Конго. Создавалась во время признания независимости страны по образцу Национальной жандармерии Франции и сначала называлась Конголезская народная милиция. КРГ призвана следить за общественной безопасностью. В 2007 году в нее входило около 2000 служащих, в том числе офицеров и унтер-офицеров. На вооружении находятся как стрелковое оружие, так и колёсные бронетранспортёры. С 2014 года служащие Республиканской гвардии и полиции участвуют в миротворческой миссии MINUSCA в Центрально-Африканской республике, для чего было сформировано специальное подразделение. Подразделение вместе с полицией и жандармерией ЦАР участвует в обеспечении безопасности города Банги.

### Командование
Министры внутренних дел
- 1997—2002 Пьер Оба
- 2007—н.в. Раймонд Зефирин Мбулу

Командующие Республиканской гвардией:
- 1979—198? Мишель Нгакала
- 2003—2012 Гилберт Мококи
- 2012—2016 Поль Виктор Муаньи
- 2016—2018 Ньянгу Нгате Мбуалу
- 20.01.2018—н.в. Акуангу Жерве[33]

### Техника и вооружение
| Фото         | Тип                     | Описание              | Количество   | Примечания               |              |
| Бронетехника | Бронетехника            | Бронетехника          | Бронетехника | Бронетехника             | Бронетехника |
| ------------ | ----------------------- | --------------------- | ------------ | ------------------------ | ------------ |
|              | WZ-551                  | Бронетранспортёр      | н/д          | По состоянию на 2014 год |              |
|              | ZFB-05                  | Бронетранспортёр      | 14           | По состоянию на 2014 год |              |
| Авиация      |                         |                       |              |                          |              |
|              | Ми-8 разных модификаций | Многоцелевой вертолёт | н/д          |                          |              |

## Военные училища
Командующий училищами полковник Феликс Ондзие (фр. Félix Ondzié)
- Военное училище при университет имени Мариан Нгуаби[англ.] (Браззавиль)
- Военно-подготовительное училище имени генерала Леклерка (Браззавиль)
- Национальная школа унтер-офицеров (Гамбома)

В военно-подготовительном училище им. генерала Леклерка обучаются курсанты не только из Республики Конго, но и из Анголы, Бенина, Камеруна, Нигера, ЦАР и Того. На 2020 год директором является Рауль Нгассаки (фр. Raoul Ngassaki)

## Медицинские учреждения
В структуре вооружённых сил Республики Конго находится военный госпиталь, на 2015 год его начальником является Пьер Мобенго (фр. Pierre Mobengo)